# Cantó d'Acs
El cantó d'Acs (nom occità, en francès Ax-les-Thermes) és un cantó del departament francès de l'Arieja, a la regió d'Occitània. Està inclòs al districte de Foix i té 14 municipis. El cap cantonal és Acs.

## Comuns
- Ascon
- Acs
- L'Ospitalet
- Inhaus
- Merenç
- Montalhon
- Orgeish
- Orlun
- Pèrlas e Castelhet
- Pradas
- Savinhac
- Sorjat
- Tinhac
- Vaissís